# Annette Rydell
Pia Marie Annette Rydell, född 8 augusti 1965 i Bäckebo församling i Kalmar län, är en svensk politiker (socialdemokrat). Hon var riksdagsledamot (tjänstgörande ersättare) 2022–2023 för Blekinge läns valkrets.
Rydell kandiderade i riksdagsvalet 2022 och blev ersättare. Hon var tjänstgörande ersättare för Magnus Manhammar under perioden 5 oktober 2022–31 juli 2023. I riksdagen var Rydell suppleant i EU-nämnden och extra suppleant i kulturutskottet.